# Tierpark Hellabrunn
Koordinaten: 48° 5′ 50″ N, 11° 33′ 15″ O
Der Münchner Tierpark Hellabrunn wurde 1911 gegründet. Der Tierpark ist durch seine naturnahe Lage im Landschaftsschutzgebiet der Isarauen (LSG-00120.09) gekennzeichnet. Im ersten Geozoo der Welt leben rund 18.500 Tiere in 529 Arten.

## Lage
Der Tierpark liegt im Stadtteil Untergiesing-Harlaching. Eingebettet in das Landschaftsschutzgebiet der östlichen Isar-Auen konnte auf dem Gelände ein 40 Hektar großer typischer europäischer Auenwald erhalten werden, der über einen sehr alten Baumbestand verfügt. Ursprünglich lag auf einem Teil des Geländes eine Mühle aus dem 14. Jahrhundert. Diese südlichste Untergiesinger Mühle wurde 1902 abgerissen, mit ihrem Abbruch gelang der Durchbruch für die dauerhafte Gründung eines Zoos für München.
Das Tierparkgelände erstreckt sich von der Thalkirchner Brücke isaraufwärts bis zur Marienklause über das gesamte Terrain der Flussaue vom Steilhang bis zum Isarufer, von dem es nur durch einen Damm mit befestigtem Weg getrennt ist. Das Areal wird von dem am Südende des Zoos von der Isar bzw. vom Isar-Werkkanal abzweigenden Auer Mühlbach durchzogen. Mit 25 Brücken über verschiedene Wasserläufe und Kanäle bezeichnet sich der Münchner Tierpark mitunter als „Venedig unter den Zoos“.
Der hohe Grundwasserspiegel im Tierparkgebiet speist eine große Zahl an Brunnen, die über das gesamte Areal verteilt sind und aus denen der Tierpark über ein Kanalsystem den Wasserbedarf für seine Tiere und Anlagen vollständig autark decken kann. Viele Gehege sind durch natürliche Wasserläufe oder Wassergräben begrenzt, so dass Besucher einen barrierefreien Blick auf die tierischen Bewohner werfen können.
Über die Thalkirchner Brücke gelangt man zu Fuß in wenigen Minuten von der U-Bahn-Station Thalkirchen zum sogenannten Isar-Eingang an der Nordwestecke des Tierparks. Die Endhaltestelle „Tierpark (Alemannenstraße)“ der Buslinie 52 und Buslinie X98 liegt an der Nordostecke des Tierparks beim sogenannten Flamingo-Eingang. In der Nähe beider Eingänge befinden sich Parkplätze (z. T. bewacht).

## Geschichte

### Eröffnung 1911

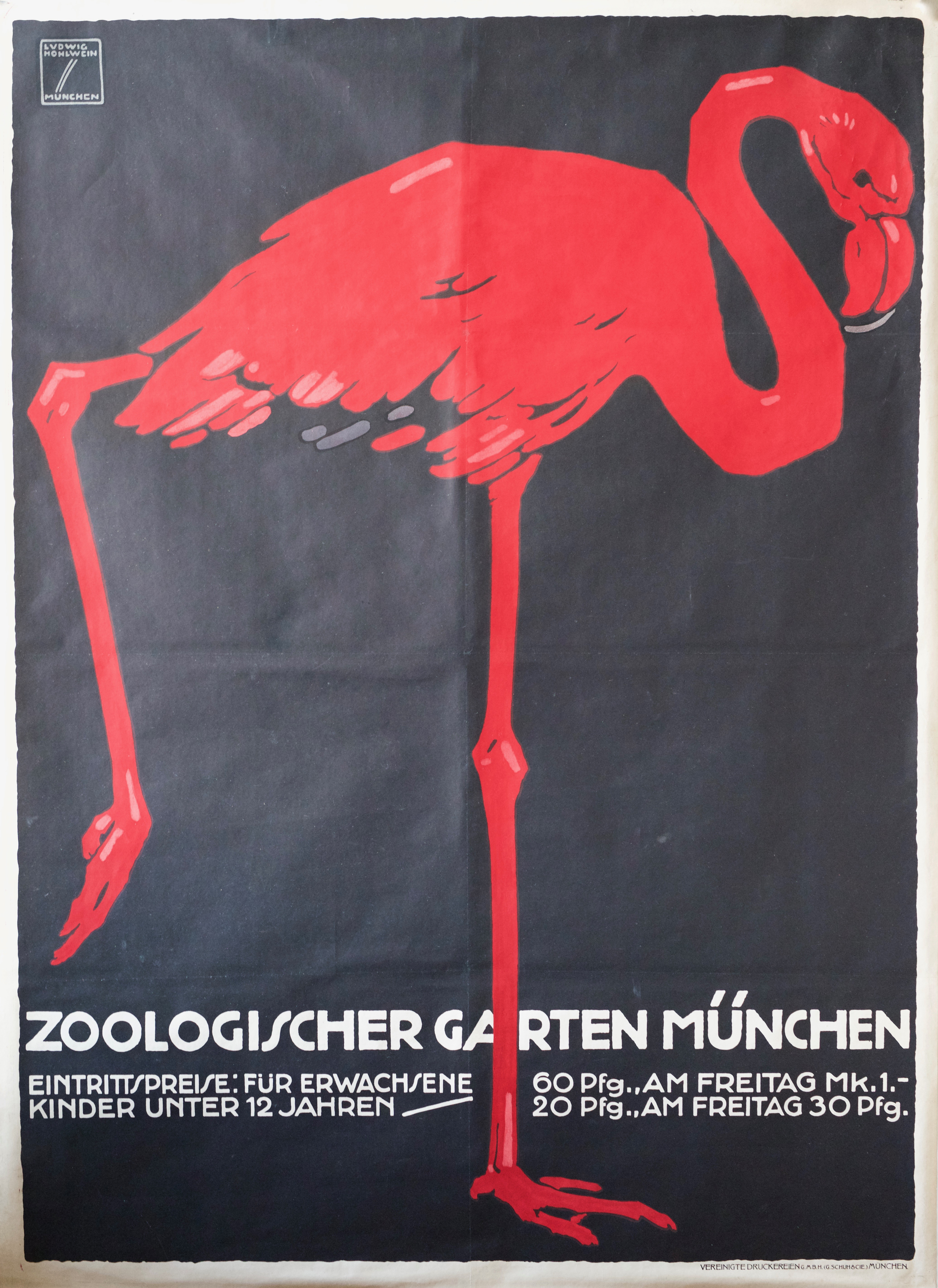
Plakat von Ludwig Hohlwein (1912)

Nachdem in München verschiedene Gründungen von Zoos bzw. zooähnlichen Anlagen gescheitert waren, gründete sich am 25. Februar 1905 auf Initiative von Oberstleutnant Hermann Manz der Verein „Zoologischer Garten München e. V.“ mit namhaften Münchner Honoratioren mit dem Ziel, einen neuen Tierpark in München zu errichten. Nachdem andere in Frage kommende Standorte ausgeschieden waren, entschied man sich für das Gebiet, das zu dem Adelssitz und Lustschlösschen Hellabrunn gehörte und das zum Namenspatron für den Tierpark wurde. Das Hellabrunner Areal wurde dem Verein 1906 von der Stadt München für sechzig Jahre unentgeltlich zur Verfügung gestellt – unter der Bedingung, dass dieser innerhalb von fünf Jahren das erforderliche Kapital für den Aufbau eines Tierparks beschaffen könne.
Der Tierpark öffnete am 1. August 1911. Zwar waren noch einige der Tierhäuser relativ provisorisch, doch das heutige Elefantenhaus stammt bereits aus jener Anfangszeit (Eröffnung 1914). Der künstlerische Generalplan für den Tierpark stammt von dem Architekten Emanuel von Seidl, der das Hanggelände mit seinen Nagelfluhfelsen und der vom Auer Mühlbach durchflossenen Auenlandschaft geschickt ausnutzte, um eine naturnahe Tierhaltung zu ermöglichen.
Bereits 1922 musste der Tierpark jedoch wegen Geldmangels aufgrund der Inflation wieder schließen. Zahlreiche Einrichtungen wurden demontiert, das Löwenhaus von 1911 wurde abgerissen; die Gebäude verfielen.

### Wiedereröffnung 1928

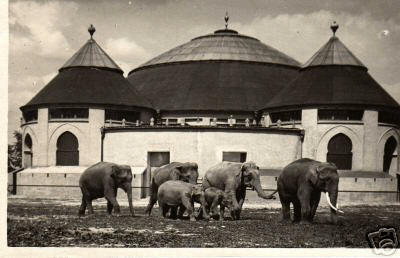
Das Elefantenhaus als Postkartenmotiv (1932)

Im Jahr 1925 wurde innerhalb des „Hilfsbundes der Münchner Einwohnerschaft“ ein Tierparkausschuss gegründet und man nahm den Wiederaufbau in Angriff. Am 23. Mai 1928 wurde der Tierpark Hellabrunn unter Direktor Heinz Heck wiedereröffnet. Heck griff Ideen des Tierhändlers und Hamburger Zoogründers Carl Hagenbeck auf und konzipierte den Tierpark als ersten Geozoo der Welt, bei dem die Anordnung der Tierarten nach ihrer geographischen Herkunft erfolgte. Schnell erlangte der Tierpark dank dieses Konzeptes und der Abbildzüchtungs-Versuche ausgerotteter Tierarten, welche in Heckpferd und Heckrind resultierten, weltweite Anerkennung und Bekanntheit. Die 1936/1937 als Gesamtkonzept geplante und erbaute Menschenaffenstation mit Aquarium, heute unter Denkmalschutz, zählte damals zu den modernsten weltweit. Die bereits im Juli 1936 eröffnete Menschenaffenstation war zudem die größte der Welt. Der Tierpark verlangte bis 1969 ein Extra-Eintrittsgeld für diesen Bereich. Gleichzeitig entstanden 1936/1937 große Freianlagen für Wisente, Bisons und Heckrinder. Bis Ende 1936 hatte sich der Tierbestand durch Neuerwerbungen und Zuchterfolge auf 3735 Säugetiere und Vögel vermehrt.

### Zweiter Weltkrieg und Provisorien
Im Zweiten Weltkrieg erlitt der Zoo schwere Bombenschäden, auch zahlreiche Tiere fielen den Luftangriffen zum Opfer. Deswegen musste er 1944 schließen. Im Mai 1945 konnte der Tierpark wieder eröffnet werden. Als provisorische Unterbringung für die Tiere benutzte man teilweise ehemalige Pferde-Lazarettbaracken aus dem Krieg. Da der Tierpark keine Bauzuschüsse der Stadt München erhielt und ihm wenig Geld zur Verfügung stand, blieben einige dieser Provisorien mehr als 20 Jahre bestehen, neue Gebäude konnten kaum gebaut werden. Die Zebras und Antilopen waren bis 1972 in einem solchen Behelfsstall untergebracht, die Kamele sogar bis in die 1980er Jahre. 1960 spendete Helmut Horten dem Zoo mehr als eine Million Deutsche Mark, mit Hilfe dieses Geldes wurden Anlagen für Wildziegen und Wildschafe, ein Wolfsgehege sowie Ausstellungspavillons gebaut. Heck leitete den Tierpark bis 1964. Nachfolger wurde sein Neffe Lutz Heck jun. (1924–2009), der den Tierpark bis 1972 leitete.

### Generalausbauplan 1972

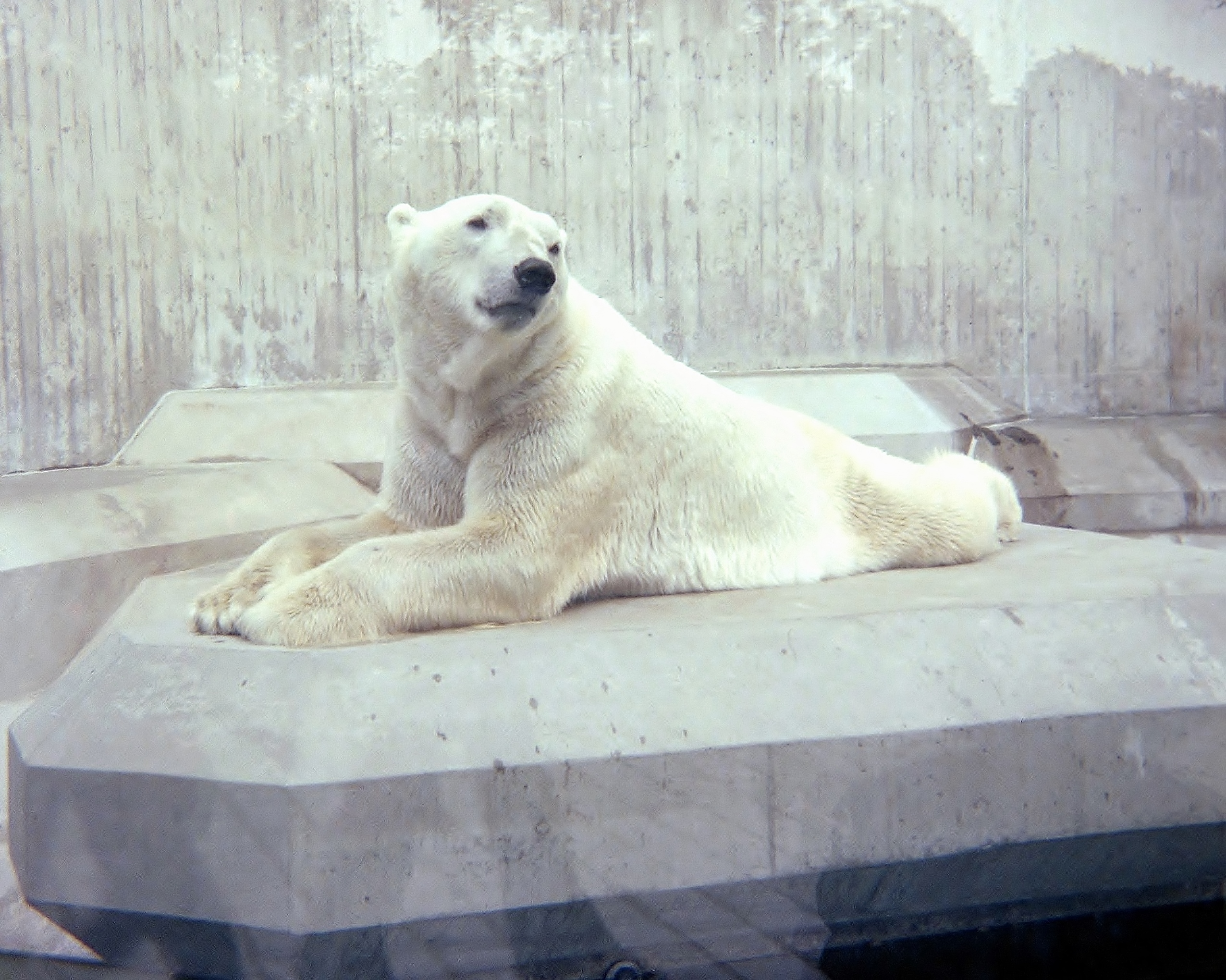
Eisbär im Polarium im Sommer 1977

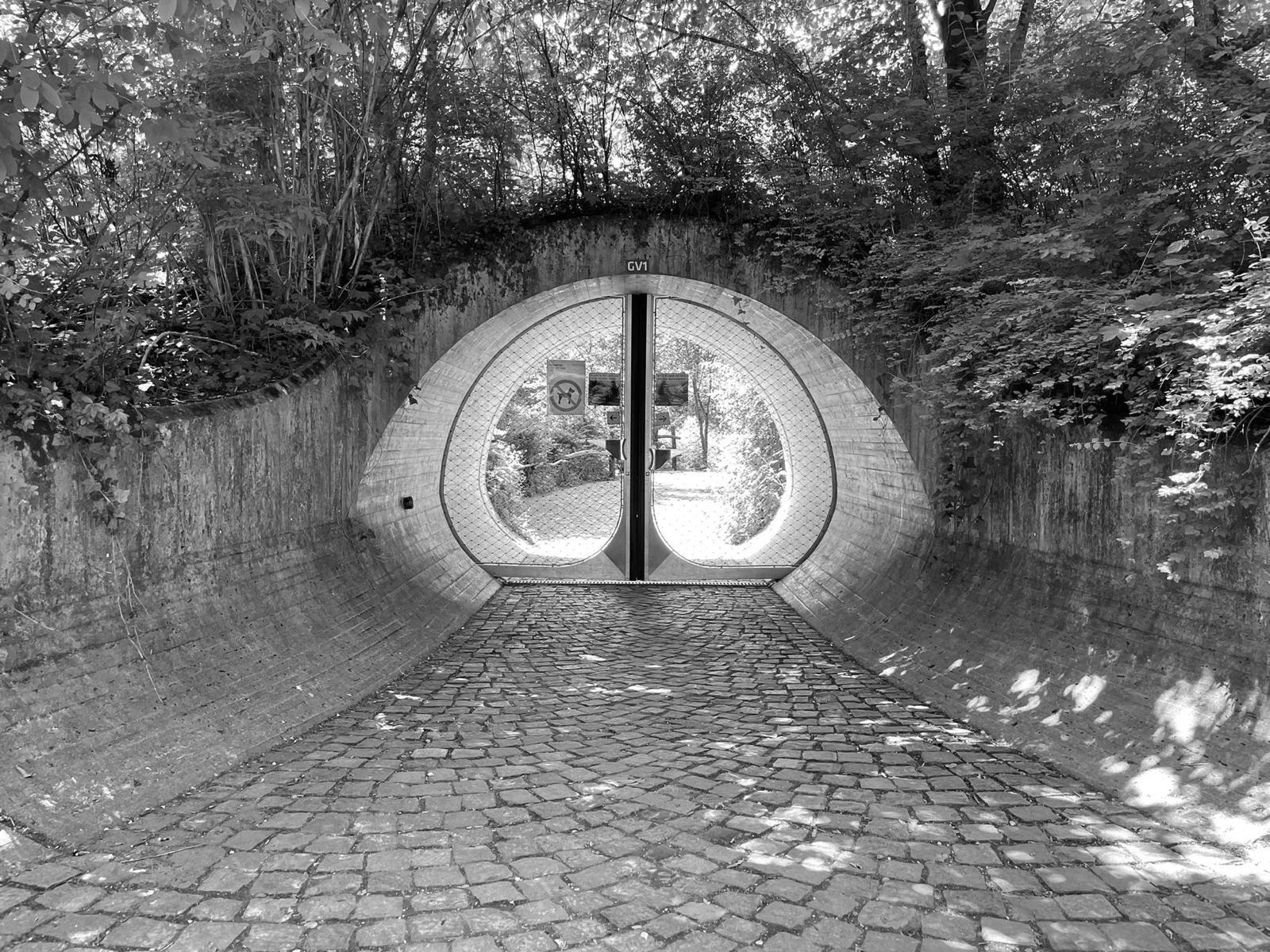
Eingang zu Großvoliere aus dem Jahr 1980

Um 1970 war der Tierpark in einem schlechten Zustand und viele Renovierungen und Neubauten waren überfällig. Daher stellte man 1972 einen Generalausbauplan zur Erneuerung der Tierparkanlage auf. Auch die Stadt München stellte größere Zuschüsse zur Verfügung. Ab 1972 kam es zu einer grundlegenden Erneuerung aller Anlagen. Von 1970 an wurde die Menschenaffenstation renoviert. Zudem wurden Außenanlagen für Gibbons gebaut. Die Gitter ersetzte man durch weniger störende Panzerglasscheiben. 1975 folgte die Eröffnung des neuen Polariums mit Anlagen für Moschusochsen, Pinguine, Eisbären und Robben. Ebenso wurden ein Kindertierpark und ein Streichelzoo gebaut.
1980 errichteten der Hausarchitekt von Hellabrunn, Jörg Gribl, und die Bauingenieure Frei Otto und Ted Happold
eine große Voliere für Vögel, die auf einer Fläche von 5000 m² von einem 18 m hohen, dünnmaschigen Edelstahlgewebe überspannt wird. Mittlerweile ist diese Großvoliere ein Wahrzeichen von Hellabrunn geworden.
1981 übernahm Henning Wiesner von Arnfrid Wünschmann die Leitung des Zoos und 1992 auch den Vorstandsvorsitz der Münchner Tierpark Hellabrunn AG. Das Affenhaus wurde 1983 mit einer Anlage für Lemuren, Neuweltaffen und Siamangs erweitert. Die Außengehege der Wildziegen und Steinböcke wurden 1985/86 natürlicher gestaltet. In den 1990er Jahren kam ein neuer Kamelstall hinzu, ebenso ein neues Nashornhaus. Es folgte ein großes Glashaus für Schildkröten und Insekten, ein neues Dschungelzelt für Raubtiere und tropische Vögel.

### Der Tierpark um die Jahrtausendwende

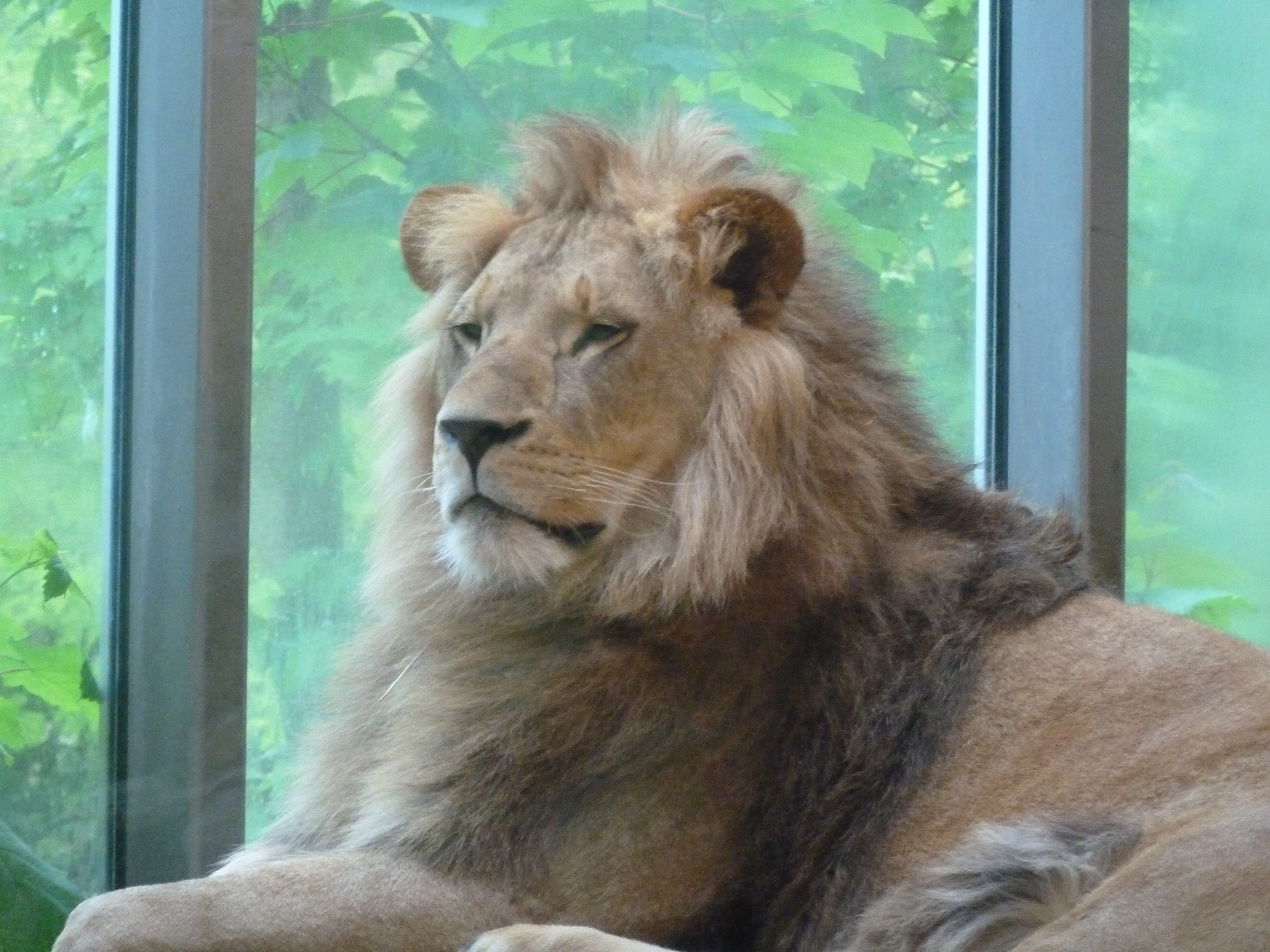
Löwe im Dschungelzelt

Ein neues Urwaldhaus nach Plänen von Herbert Kochta wurde 2005 fertiggestellt; es bietet Platz für die Hellabrunner Schimpansen, Gorillas, Mississippi-Alligatoren und einige Reptil- und Fischarten. Die Gorillas können über einen für das Publikum unsichtbaren Tunnel aus dem Innengehege zum entgegengesetzt liegenden Freigehege wechseln. Die Orang-Utans haben nun großzügige „Spielzimmer“. Im Anschluss daran konnte am 24. Juli 2007 das Artenschutzzentrum mit seinem Kino eröffnet werden.
Das weitgehend unterirdische Aquarium wurde renoviert. Von 2002 bis 2004 wurde das Elefantenhaus erheblich umgebaut und modernisiert. Die Flusspferde mussten dem Umbau weichen, der Bereich wurde dem Areal der Elefanten angegliedert.
Im November 2009 wurde Andreas Knieriem, der zuvor die stellvertretende zoologische Leitung im Zoo Hannover innehatte, Direktor und später alleiniger Vorstand der Münchener Tierpark Hellabrunn AG. In die Amtszeit Knieriems fallen einige Großprojekte vor allem baulicher Art. So wurde im Jahr 2013 die 10.000 m² große Giraffensavanne eröffnet. Im Jahr davor wurde bereits das Aquarium komplett renoviert. Nach dem Wechsel von Andreas Knieriem in den Tierpark Berlin 2014 leitete Beatrix Köhler den Tierpark als Interimsvorstand.

### Tierpark heute: Der Masterplan von 2016

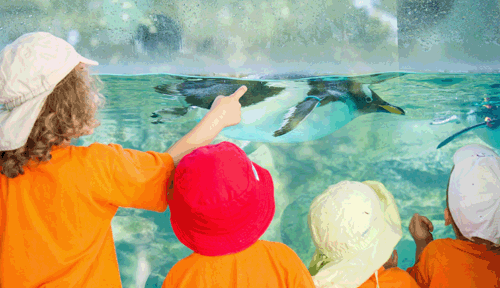
Kinder beobachten die Eselspinguine

Seit dem 1. August 2014 ist der Architekt Rasem Baban, vormals Prokurist und stellvertretender Direktor im Zoo Leipzig, im Amt. Seine Projekte stehen unter dem angekündigten Konzept eines „Geozoos der Biodiversität“. Im März 2016 wurde ein neuer Masterplan für den Aus- und Umbau des Zoos in den folgenden 20 bis 25 Jahren vorgestellt und vom Aufsichtsrat verabschiedet. Ein interdisziplinäres Tierparkteam, welches von externen Fachplanern unterstützt wurde, entwickelte in gut einem Jahr, auf der Basis des Ziel- und Entwicklungsplans von 2011, den Hellabrunner Masterplan. Der Masterplan rückt das ursprüngliche Konzept des Geozoos wieder in den Vordergrund und verbindet dies mit einem neuen Bildungsauftrag zur Darstellung und Erläuterung der globalen Biodiversität. Die Kosten für den Ausbau werden auf 5 Millionen Euro pro Jahr (insgesamt 100 Millionen Euro) veranschlagt. Das Geozoo-Prinzip soll auch durch eine klare Rundwegeführung optimiert werden. Um die Komplexität der Biodiversität und das Zusammenspiel verschiedener Arten zu veranschaulichen, kommt es zu Vergesellschaftungen mehrerer Tierarten in einer Anlage.
Seit Babans Amtseintritt wurde im Zuge des neuen Masterplans der zweite Bauabschnitt der Polarwelt und damit die erste Geozone fertiggestellt. Das Mühlendorf, Teil der Geozone Europa, ist ein weiterer Schritt zum Geozoo der Biodiversität. Der erste Teil wurde im Sommer 2018 eröffnet, der zweite Teil des Projekts im Sommer 2019 fertiggestellt. Neben dem Hellabrunner Mühlendorf und der Fertigstellung des Elefantenhauses und der Elefantenaußenanlage im Herbst 2016 wurden diverse weitere Gebäude und Anlagen renoviert und instand gesetzt, wie zum Beispiel der neue Tao-Garten am Schildkrötenhaus, die Innen- und Außenanlagen der Primaten, das neue Artenschutzzentrum und die Großvoliere.
Der Tierpark Hellabrunn war zwischen 2007 und 2016 Drehort für die Fernsehserie Nashorn, Zebra & Co., einen Ableger von Elefant, Tiger & Co. aus Leipzig. Sie wird vom Bayerischen Rundfunk produziert und wurde am 24. Mai 2007 erstausgestrahlt. Seit 2015 wurde die Sendung unter dem Titel Neues aus dem Münchner Tierpark Hellabrunn im BR gezeigt. Die bisher letzte Staffel wurde im Frühjahr 2018 ausgestrahlt.
Unter dem Titel Lange Nacht der Biodiversität war der Tierpark am 4. Juni 2016 nach eigenen Angaben erstmals in seiner Geschichte abends über die regulären Öffnungszeiten hinaus zugänglich. Diese in anderen Zoos als Nachtzoo bezeichnete Aktion, die es ermöglicht, das Verhalten der Tiere nach dem Einbruch der Dämmerung zu beobachten, wurde in Hellabrunn durch musikalische und künstlerische Darbietungen sowie Informationsangebote zum Thema Naturschutz ergänzt.

## Tieranlagen

### Übersicht
Der Münchner Tierpark Hellabrunn war der erste Geozoo der Welt. Das Geo-Prinzip, nach dem die Tiere nach Kontinenten geordnet sind und in natürlichen Lebensgemeinschaften gehalten werden, war zwischenzeitlich in den Hintergrund getreten, beispielsweise durch die Entscheidung, nur noch Asiatische Elefanten zu halten, deren Anlage freilich im Parkteil Afrika verblieb. Zoodirektor Andreas Knieriem erklärte das Geo-Prinzip in seiner Amtszeit (2009–2014) wieder zum Leitmotiv, das seitdem über allen zoologischen Veränderungen und baulichen Maßnahmen steht. Da der Masterplan vorsieht, abgesehen vom ohnehin kleinen Parkteil Australien sämtliche anderen „Kontinente“ auf dem Tierparkgelände zu verschieben, wird es Jahre dauern, bis eine Gehegeanordnung nach dem Geo-Prinzip wiederhergestellt ist. Während sich der Tierpark einerseits, vor allem im westlichen Bereich, als weitläufiger Landschaftszoo mit reichem altem Baumbestand und großflächigen Huftieranlagen präsentiert, sind im nordöstlichen und östlichen Bereich auf engem Raum eine Reihe stark frequentierter Tierhäuser konzentriert. Hier befinden sich ebenfalls das Artenschutzzentrum, die Tierparkschule, der Betriebshof und die Zooverwaltung.

### Welt der Affen

#### Urwaldhaus

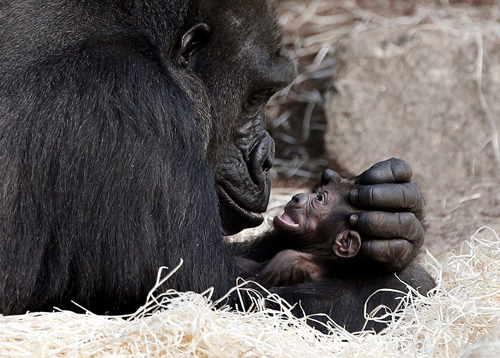
Gorillaweibchen mit Jungtier

Im 2001 erbauten Urwaldhaus leben Schimpansen und Westliche Flachlandgorillas. Auf der Gebäudeseite, die diesen großen Anlagen gegenüberliegt, befindet sich eine Anlage mit Stumpfkrokodilen, weiters ein Korallenriff mit rund 50 verschiedenen Korallenarten und verschiedenen tropischen Fischen. Außerdem leben im Urwaldhaus Blaumaulmeerkatzen und Kap-Klippschliefer sowie mehrere Reptilien wie Schlangen, Chamäleons, Schildkröten und Leguane. Ende 2017 wurde die Mangroven-Anlage erbaut. Sie informiert die Besucher des Tierparks über den einzigartigen Lebensraum der Schlammspringer, Schützenfische, Süßwasserseenadeln und Vieraugenfische.
Die zugehörigen Außenanlagen für die Menschenaffen wurden 2015 umgebaut; auch die Anlagen im Urwaldhaus wurden neu gestaltet. Die Außenanlagen waren zunächst durch Wassergräben vom Besucherbereich getrennt. Sie wurden im Zuge des Umbaus zugeschüttet und durch Glasscheiben ersetzt, wodurch die Gehege an Fläche gewannen.

#### Orang-Utan-Halle

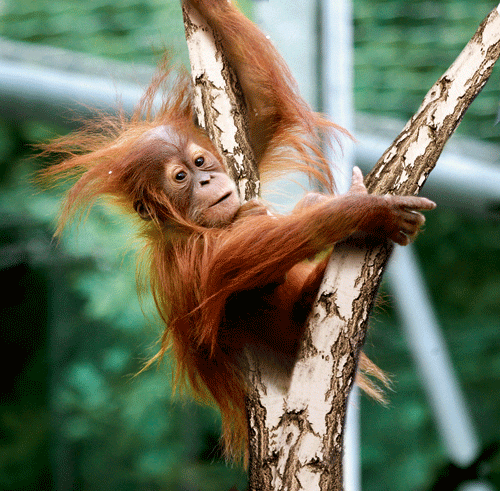
Orang-Utan Jolie, geboren 2009

In der ehemaligen Menschenaffenstation leben nach dem Umzug der Gorillas und Schimpansen ins Urwaldhaus als echte Menschenaffen nur noch die Sumatra-Orang-Utans. Ihnen steht nun der Innen- und Außenbereich der ehemaligen Gorillaanlage zur Verfügung. 2017 wurde die Außenanlage nochmals instand gesetzt, dabei wurden für die Orang-Utans weitere Beschäftigungsmöglichkeiten eingebaut. Gegenüber den Orang-Utans mit Verbindungstrakt zum Artenschutzzentrum als Außenbereich lebt die Drill-Zuchtgruppe. Deren Anlage wurde bereits zweimal modernisiert bzw. vergrößert, unter anderem durch die Abgabe der Mandrills an den vietnamesischen Vinpearl-Safaripark im Dezember 2017. Im Winter 2018 wurde der Besucherbereich der Orang-Utan-Halle umgebaut: Sie wurde zur Tieranlage hin besser schallisoliert und mit einer neu konzipierten Ausstellung über den Lebensraum der Orang-Utans, den tropischen Regenwald, aufgewertet.
Im westlichen Flügel des symmetrisch angelegten Gebäudes sind Rotscheitelmangaben, Silbergibbons und Braunkopfklammeraffen untergebracht.

#### Haus der kleinen Affen

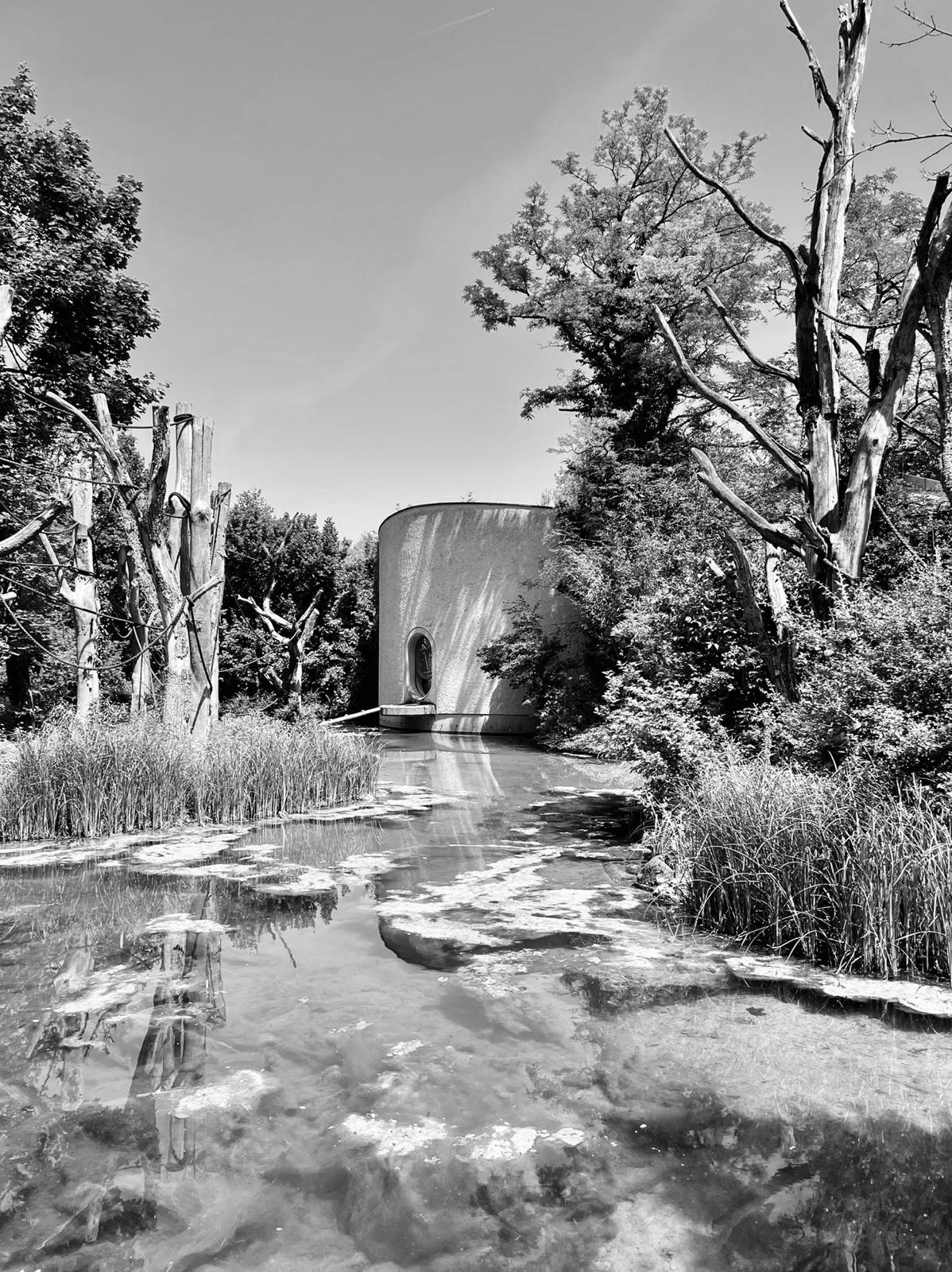
Das Niederaffenhaus aus dem Jahr 1983

1983 wurde nach Plänen von Jörg Gribl das Affenhaus mit einer Anlage für Lemuren, Neuweltaffen und Siamangs erweitert, das sogenannte Niederaffenhaus. Es schließt sich halbkreisförmig südlich an die nunmehrige Orang-Utan-Freianlage an. Für dieses Gebäude wird seit den jüngeren Umstrukturierungen in diesem Parkbereich die Bezeichnung Haus der kleinen Affen verwendet. Von Ende 2019 bis August 2020 wurde das Gebäude technisch saniert. Dabei wurde auch der Besucherbereich neu gestaltet und zwei der fünf Tieranlagen wurden zu diesem hin erweitert. Das Haus der kleinen Affen beherbergt Braunkopf-Klammeraffen, Rote Varis, Lisztaffen, Kattas und Siamangs.

### Aquarium

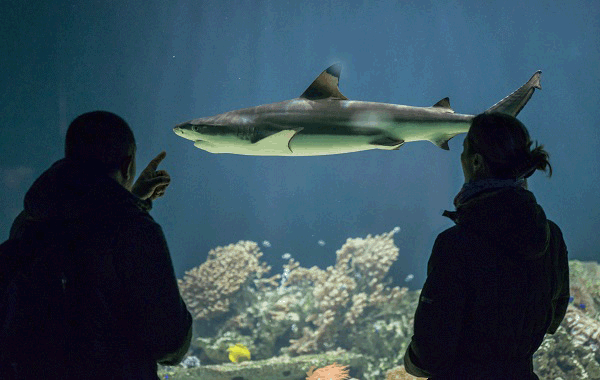
Schwarzspitzen-Riffhai

Das Aquarium, in dem unter anderem Seepferdchen und Haie angesiedelt sind, liegt unterirdisch unter dem Haupthaus der früheren Menschenaffenstation. Die oberirdische Eingangshalle ist über einen Wassergraben auch unmittelbar vom Urwaldhaus her zugänglich. In diesem atriumartigen Gebäude, von dem zwei Treppen in den Aquariumsbereich hinabführen, werden in Terrarien Giftschlangen gehalten, darunter Taylor-Mokassinottern und Südafrikanische Korallenschlangen. Im Frühjahr 2012 wurde das Aquarium renoviert und am 20. Juli des Jahres eröffnet. Das neue Meerwasserbecken, das drei der bestehenden Becken ersetzt, ist allein 14 m breit und bietet den Schwarzspitzen-Riffhaien sowie zahlreichen anderen Arten ausreichend Platz. Insgesamt leben in den Becken des Aquariums ca. 5000 Fische aus rund 200 verschiedenen Arten. Die Becken im Aquarium sind nach Kontinenten geordnet.

### Australien
Hier leben neben Sumpfwallabys, Flinkwallabys und Roten Riesenkängurus auch Vogelarten wie Emus und Trauerschwäne.

### Elefantenhaus

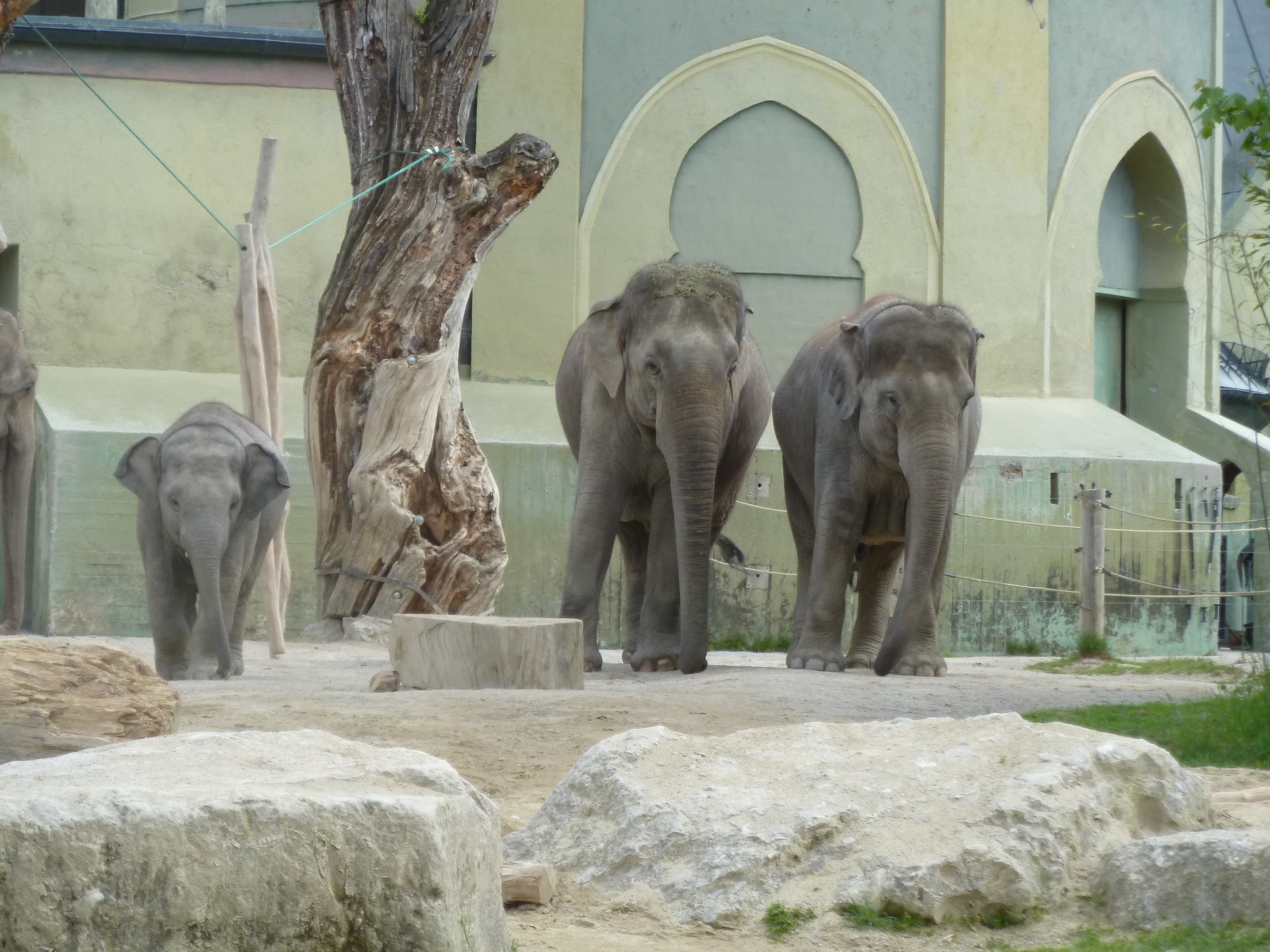
Elefanten vor dem Elefantenhaus

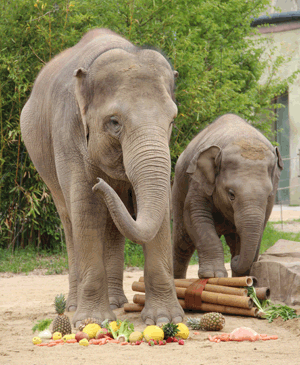
Ludwig an seinem zweiten Geburtstag mit seiner Mutter Temi

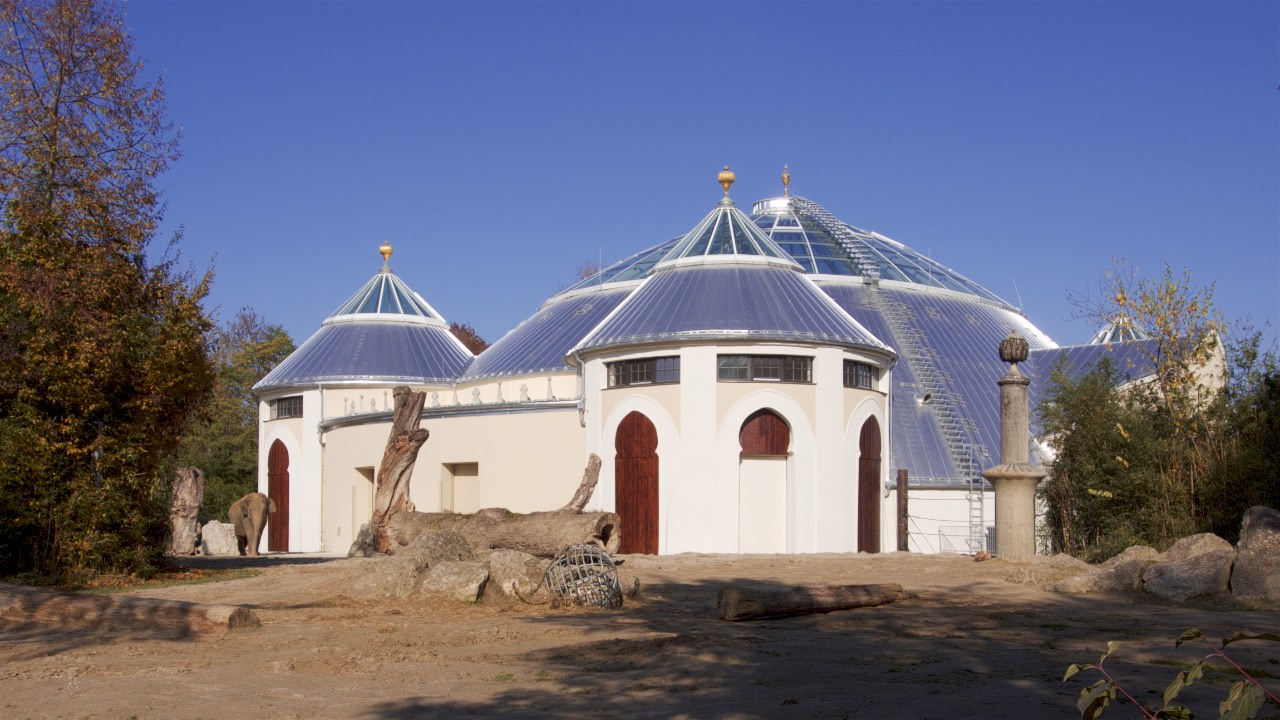
Das Elefantenhaus nach der Renovierung 2016

Das 1914 eröffnete Elefantenhaus gehört zu den ältesten noch erhaltenen Bauwerken im Tierpark Hellabrunn. Es wurde vom Architekten Emanuel von Seidl, in dessen Händen auch der erste künstlerische Generalausbauplan lag, errichtet. Das historische Gebäude erinnert an eine byzantinische Kirche. Seine 18 Meter hohe Betonglaskuppel-Konstruktion war eine der ersten freitragenden Betonkuppeln. Es steht heute, als das letzte noch erhaltene Bauwerk dieses Architekten im Tierpark, unter Denkmalschutz. Zum 100-jährigen Jubiläum des Tierparks im Jahr 2011 sollte das Elefantenhaus seine ursprüngliche ockergelbe Farbe wieder erhalten. Ebenso wollte man ehemals vorhandene Oberlichter freilegen. Im Rahmen der Renovierungsarbeiten wurde festgestellt, dass die Statik der Dachkonstruktion des damals fast 100 Jahre alten Wahrzeichens von Hellabrunn beeinträchtigt war. Das Haus wurde umgehend einem Umbau unterzogen, da Einsturzgefahr der Decke bestand. Die Umbauarbeiten wurden im Frühjahr 2011 aufgenommen und im Herbst 2016 abgeschlossen. Die Entscheidung, die baufällige Kuppel im Rahmen der Sanierung im Sommer 2014 zu sprengen und als Stahlkonstruktion wiederzuerrichten, hätte den Verlust des Denkmalstatus des Gebäudes bedeuten können. Am 12. September 2014 wurde die Kuppel dennoch gesprengt. Für die Zeit der Bauarbeiten wurde auf der Freianlage des Elefantenbullen ein provisorisches Elefantenhaus errichtet, das für den Publikumsverkehr nicht geöffnet war. Im Dezember 2014 wurde ein Info-Pavillon gegenüber der Baustelle des Elefantenhauses eröffnet. Hier konnten die Besucher Hintergründe über die Bauarbeiten an dem historischen Gebäude erfahren. Am 28. Oktober 2016 wurde das Elefantenhaus wieder eröffnet.
Ursprünglich eines der wenigen beheizten Häuser im Tierpark, diente das Elefantenhaus in den Anfangsjahren nicht nur den Elefanten als ständige Unterkunft, sondern auch anderen, kälteempfindlichen Tieren als Winterquartier. Bis 2002 lebten hier noch Flusspferde, die seitdem jedoch nicht mehr zum Tierbestand Hellabrunns zählen, und bis 2013 Giraffen, während der Renovierungsarbeiten zuletzt wie die Elefanten in einem provisorischen Stall. Seit dem Abschluss der Umgestaltung 2016 stehen das Haus und sämtliche Außenanlagen nur mehr den Asiatischen Elefanten zur Verfügung. Dem Konzept des Tierparks folgend, die Gehege soweit möglich ohne Gitter und Zäune abzutrennen, ist die 3500 m² große Anlage von einem Trockengraben eingegrenzt. Auf der Anlage befindet sich neben zwei Bauminseln, die durch Stromdrähte vor den Elefanten gesichert sind, ein Badebecken. Im Jahr 2004 wurde ein separates Außengehege für den Elefantenbullen geschaffen, die Elefantenkühe und ihr Nachwuchs haben somit ein eigenes Freigehege.
Nachdem es sieben Jahrzehnte Probleme bei der Elefantennachzucht gegeben hatte, brachte die Elefantenkuh Temi am 6. Mai 2011 den Elefantenbullen Ludwig zur Welt. Ludwig war der Publikumsliebling in Hellabrunn. Er wurde am 12. Mai 2015 an die Jungbullengruppe im Zoo Heidelberg abgegeben. Am 28. Oktober 2011 kam die zierliche Elefantenkuh Lola mit einem Herzfehler auf die Welt (Vater: Gajendra, Mutter: Panang). Im Dezember 2011 verschlechterte sich ihr Gesundheitszustand. Lola starb am 21. Januar 2012 während einer CT-Aufnahme im Klinikum Großhadern, wo sie operiert werden sollte, an einer Lungenembolie. Temis zweites Jungtier Otto kam am 11. November 2020 zur Welt. Otto erlag am 16. Juni 2025 im Alter von 4 Jahren den Folgen einer Herpesinfektion. Der Vater ist ebenfalls Gajendra.
Zurzeit lebt eine Gruppe von vier Asiatischen Elefanten im Zoo: Die Kühe Panang (geb. 1989), Mangala (geb. 1993) und Temi (geb. 2001 im Tierpark Berlin) und der Bulle Gajendra (geb. 1993). Gajendra war während der umfangreichen Renovierungsarbeiten am Elefantenhaus seit 2011 im Zoo Leipzig und seit April 2013 im Hamburger Tierpark Hagenbeck untergebracht, wo er auch für Nachwuchs sorgte. Im März 2017 kehrte er nach Hellabrunn zurück. Die seit 1961 in München lebende Elefantenkuh Tina (geb. 1960) starb am 27. Juni 2012 im Alter von 53 Jahren. Steffi (geb. 1966), die seit einem Alter von zwei Jahren in Hellabrunn lebte und an einer Rüssellähmung litt, wurde 52 Jahre alt; sie wurde am 7. März 2018 eingeschläfert.

### Schildkrötenhaus
Das 1996 an der Stelle des alten Raubtierhauses erbaute Schildkrötenhaus beherbergt zehn Aldabraschildkröten. In den 12 Terrarien des Schildkrötenhauses werden außerdem Insekten und Spinnentiere sowie Echsen, Lurche und Schlangen gehalten. Zudem gibt es freifliegende Vasapapageien.

### Dschungelwelt
Die Dschungelwelt wurde im Jahr 1996 als Ersatz für das Raubtierhaus eröffnet. Anfangs wurden die Außengehege mit Löwen, Jaguaren und Geparden, später mit Afrikanischen Wildhunden und Kleinkatzen wie Fischkatzen sowie Manulen besetzt. Die Löwen sind im Jahr 2022 in eine neu eröffnete Anlage gezogen. Im Inneren des 18 Meter hohen, von einer Seil- und Folienkonstruktion überspannten Hauses leben frei fliegende Vogelarten wie Regenbogenloris, Bankivahühner, Straußwachteln, Trompetervögel, Kragentauben, Reisfinken und Schildturakos. Zusätzlich werden Arten wie Palmen- und Riesenflughunde, Leguane und Kleinkantschile gehalten. Das Haus ist für die Besucher größtenteils begehbar. Unter dem künstlichen Hügel, über den der Besucherweg führt, ist ein Raum („Entdeckerhöhle“) mit Terrarien für Reptilien und Insekten eingerichtet worden. Er ist nur im Rahmen von Seminaren und Führungen zugänglich und dient auch der Ausbildung der Tierpfleger (Gestaltung von Terrarien). Die Dschungelwelt wird seit Oktober 2022 grundlegend saniert und ist für Besucher nicht zugänglich. Die Bauarbeiten sollen im Jahr 2025 abgeschlossen werden. Die Dschungelwelt wurde ursprünglich Dschungelzelt genannt.

### Afrika
Auf dem Areal des noch nicht umgezogenen Parkteils Afrika bestehen vor allem weitläufige Anlagen für Huftiere, nämlich für Tieflandnyalas, Pinselohrschweine und Mhorrgazellen, eine große Gemeinschaftsanlage für Elenantilopen, Große Kudus, Strauße und Hartmann-Bergzebras sowie am Fuß des Harlachinger Bergs eine Anlage für Mantelpaviane.

### Polarwelt

Besucher vor der neuen Eisbärenanlage (2013)

An die Stelle des 1975 neu errichteten Polariums trat seit 2010 die Polarwelt. Im August 2010 wurde zunächst nach zehnmonatiger Umbauzeit eine neue Eisbärenanlage fertiggestellt. Die bis dahin bestehende Anlage wurde unter Einbeziehung der Moschusochsenanlage um 2800 m² vergrößert und ihre Fläche damit nahezu vervierfacht. Neben der neuen Tundra- und Taigalandschaft verfügt die Anlage über Felswände mit (Unterwasser-)Höhlen und einen natürlichen Wasserlauf mit Wasserfall. Die Eisbären lassen sich im neuen Tauchbecken mit Unterwassereinsicht beim Schwimmen und Tauchen beobachten. Es ist eine der größten und modernsten Anlagen für Eisbären in Europa.
Im September 2017 war der zweite Bauabschnitt der Polarwelt fertiggestellt und damit der erste Parkteil im Sinne des Masterplans umgestaltet. Die Kalifornischen Seelöwen wurden abgegeben, mit seinen Mähnenrobben hält der Zoo nunmehr nur noch eine Robbenart. Dafür entstanden begehbare Anlagen für Polarfüchse, die innerhalb des Zoos in die Polarwelt umzogen, sowie für die vorher nicht gehaltenen Schneeeulen und bis zum Frühjahr 2024 Alpenschneehasen. Ursprünglich war statt der Schneehasen auch eine Verlegung der Vielfraßanlage in den Polarbereich vorgesehen, doch diese werden weiterhin im Asienbereich leben.
Sichtbeton als Hauptgestaltungselement (als Entsprechung der Fels- und Eislandschaften der Polargebiete) findet sich nach der Umgestaltung der Eisbären- und Robbenanlagen nur noch in den Anlagen für Pinguine (Eselspinguin, Königspinguin, Nördlicher Felsenpinguin).
Außerhalb der Polarwelt wurde zum Jubiläumsjahr 2011 die Fischotter-Anlage in eine Anlage für Humboldtpinguine umgewandelt.

### Europa
Hier sind beispielsweise Abruzzengämsen, Alpenmurmeltiere, Alpensteinböcke, Elche, verschiedene Wasservögel, Rosapelikane und Wölfe zu beobachten. Die Braunbärenhaltung lief im Juni 2018 mit dem Tod des letzten Tieres, der 41-jährigen Bärin Olga, aus. Die Anlage, die im künftigen Afrikabereich liegt, wird nun zur neuen Löwenanlage umgebaut.

### Mühlendorf
An der Stelle des ehemaligen Kindertierparks wurde am 27. Juli 2018 der erste Bauabschnitt des Hellabrunner Mühlendorfes eröffnet. In diesem Bereich, der das Zentrum des künftigen Parkteils Europa bilden soll, steht die heimische Biodiversität mit ursprünglichen und gefährdeten Haustierrassen im Mittelpunkt. So sind hier zum Beispiel Murnau-Werdenfelser, Augsburger Hühner und Kunekune zu sehen. Im Mühlenhaus wird ein Artenschutzprojekt mit einheimischen Fischen betrieben. Besucher werden über einheimische Gewässer informiert, außerdem gibt es Terrarien mit einheimischen Reptilien und Amphibien.
Am 19. Juli 2019 wurde der zweite Bauabschnitt des Mühlendorfes eröffnet, in welchem die neue Tierparkschule steht, die Schülern als außerschulischer Lernort dient. Hier werden beim Beobachten der Anatomie und Lebensweise verschiedener Tierarten Fach- und Methodenkompetenzen sowie Teamarbeit und eigenständiges Lernen und Entdecken gefördert. Das neue Gebäude hat Kapazitäten für mehr Klassen und bietet nähere Begegnungen mit Bauernhoftieren. Außerdem bieten die Räumlichkeiten Platz für Veranstaltungen im Bereich der Erwachsenenbildung. Ausstellungen und spielerische Lernstationen vervollständigen das Edukationsangebot. Zur Ergänzung des Tierbestands wurden im zweiten Bauabschnitt Stallungen für Dahomey-Zwergrinder, Damara- und Girgentana-Ziegen errichtet. Außerdem entstanden ein Imkerwagen und eine Zauneidechsenanlage.

### Asien
In diesem Bereich ist eine Auswahl an Großsäugetierarten des eurasischen Kontinents zu sehen. Hier leben unter anderem Panzernashörner, Sibirische Tiger, und Takine.

### Nashornhaus
Auf den Außenanlagen des muschelartig konstruierten Nashornhauses, welches 1990 als erstes Projekt des Architekten Herbert Kochta fertiggestellt wurde, lebten ursprünglich Panzernashörner und Schabrackentapire. Den Innenraum unter der Kuppel bewohnen Zweifinger-Faultiere. Auf einer weiteren Außenanlage lebten zeitweise Bartschweine. Die Haltung der Bartschweine sowie der Schabrackentapire wurde 2017 eingestellt. Im Oktober 2017 wurde die Schweineanlage mit zwei Männchen der vom Aussterben bedrohten Visayas-Pustelschweine besetzt. Mittlerweile lebt hier eine vierköpfige Pustelschweingruppe.

### Fledermausgrotte
1992 wurde ein Teil des 1960 entstandenen „Horten“-Hauses zu einer großen Fledermausgrotte umgestaltet. Seit März 2013 ist das Haus wie ein Bergwerksstollen gestaltet. Wenn sich die Augen der Besucher an die Dunkelheit gewöhnt haben, können sie die freifliegenden Fledermäuse (Brillenblattnasen) erkennen, die es sich an den Stalaktiten der Höhle gemütlich gemacht haben. Neben den Fledermäusen können die Besucher unter anderem eine große Webervogelkolonie und diverse Spinnenarten bewundern. Im Frühjahr 2021 gab der Zoo bekannt, die Fledermausgrotte dauerhaft zu schließen und durch eine Zwergflusspferdanlage zu ersetzen.

### Großvoliere

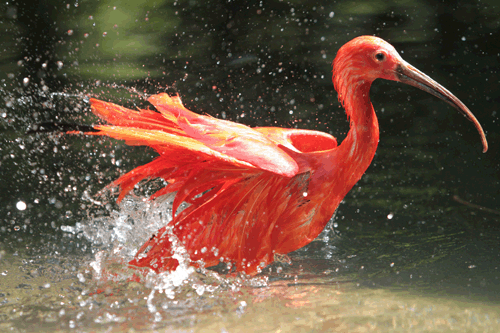
Roter Sichler beim Baden

Die Großvoliere aus Edelstahlgewebe gehört mit 18 Metern Höhe zu den größten Bauwerken Hellabrunns. Diese Freifluganlage wurde vom deutschen Architekten Frei Paul Otto entworfen, aus dessen Feder unter anderem auch die Dachkonstruktion des Münchner Olympiageländes stammt. Auf einer Fläche von 5.000 m² bietet die Voliere vielen Arten – darunter Schwarzstörchen, Stachelibissen, Waldrappen, Braunen und Roten Sichlern, Brand- und Rothalsgänsen Kappen- und Zwergsägern, Braut-, Baermoor-, Bahama-, Büffelkopf-, Chile-Spitzschwanz-, Schell-, Gluck-, Kanadaberg-, Kolben-, Laysan-, Löffel-, Marmel-, Mandarin-, Moor-, Pfeif-, Rotschulter-, Sichel- und Spießenten, Grau- und Silbermöwen sowie Gelbbrustaras – einen Lebensraum. Die Besucher haben das ganze Jahr über die Möglichkeit, Balz, Nestbau sowie Aufzucht von Jungtieren zu beobachten. Wie der gesamte Tierpark, so ist auch die Großvoliere von einem Aubach durchzogen. Die vielfältigen hier entstandenen ökologischen Nischen sind auf die angesiedelten Vogelarten sowie deren Brutverhalten abgestimmt. Im Frühjahr 2019 wurde die Hellabrunner Großvoliere gärtnerisch neugestaltet. Es wurden offene Sonnenflächen und neue Brutplätze für die verschiedenen Vogelarten, die in der Großvoliere leben, geschaffen.

### Amerika
Ein Beispiel für die Vergesellschaftung verschiedener Arten nach dem Geozooprinzip stellt die Südamerika-Anlage dar: Die große Anlage teilen sich Vikunjas, Nandus, Wasserschweine, Großer Ameisenbär und Pampashasen. Gegenüber teilen sich Waldbisons unfreiwillig ihr Zuhause mit einer Vielzahl von einheimischen Wasservögeln. Weiter leben in diesem Zooteil die südamerikanischen Mähnenwölfe.

### Giraffensavanne
Nach nur einem Jahr Bauzeit wurde im Mai 2013 die 10.000 m² große Giraffensavanne an Stelle der alten Anlage für Auerochsen- und Tarpan-Abbildzüchtungen eröffnet (Fläche der Außenanlage: 4000 m²). Das Giraffenhaus mit einer Fläche von 770 m² ist bis zu sieben Meter hoch. Sein lichtdurchlässiges Foliendach in Kombination mit den Holz- und Glaselementen verleiht ihm einen offenen, durchlässigen Charakter. Im Innenbereich sind die Besucher durch eine Glasscheibe von den Giraffen getrennt. Die Anlage bietet Platz für einen Giraffenbullen und bis zu vier weibliche Giraffen mit maximal vier Jungtieren. Nach dem Tod des Giraffenbullen Togo 2015 wurde auf Empfehlung des Europäischen Erhaltungszuchtprogramms auf die Haltung einer reinen Weibchengruppe umgestellt. Daher zog der verbliebene Jungbulle Naledi im Frühjahr 2016 in die neu eingerichtete reine Bullenhaltung in den Zoo von Neapel. Die Giraffensavanne ist der erste Schritt bei der geplanten Verlegung des Parkteils Afrika in den Parkteil Europa. In Nachbarschaft mit den Netzgiraffen leben Weißschwanz-Stachelschweine und Erdmännchen. Letztere wurden im September 2021 jedoch allesamt im Schlaf durch einen Erdrutsch getötet.

## Artenschutz

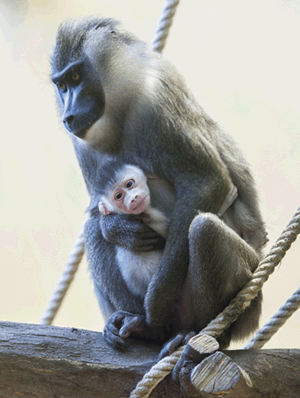
Nachwuchs bei den gefährdeten Drills

Der Münchner Tierpark nimmt an 67 Europäischen Erhaltungszuchtprogrammen (EEP) teil, sowie an fünf Erhaltungszuchtprogrammen des Europäischen Zuchtbuchs (ESB) und an 21 des Internationalen Zuchtbuchs (ISB) des Weltzooverbands (WAZA). Zwei EEP-Zuchtbücher werden im Tierpark Hellabrunn geführt (Stand: Oktober 2024): das für die Siamangs von Hanspeter Steinmetz und das für die Vikunjas von Lena Bockreiß. Außerdem führen Carsten Zehrer und Cathleen R. Cox in Hellabrunn das Internationale Zuchtbuch (ISB) für eine der bedrohtesten Affenarten Afrikas, den Drill. Seit 2013 gelang Hellabrunn elfmal die Nachzucht bei den Drills. Die Arterhaltungszucht hat für Hellabrunn eine hohe Priorität. So engagiert sich der Tierpark seit 1932 insbesondere für die Zucht und Arterhaltung der Przewalski-Pferde, die in den 1960er Jahren in freier Natur bereits ausgerottet wurden und nur in Menschenobhut überleben konnten. Neben der Arterhaltungszucht unterstützt der Tierpark viele verschiedene Programme zum Schutz der Arten in ihrem natürlichen Lebensraum. So engagiert er sich seit 2017 im PICA-Programm in der Erforschung und Bestandserhebung der wenig bekannten Manule.
Das Hellabrunner Artenschutzzentrum wurde 2007 in einem Seitentrakt der Welt der Affen eröffnet. Nach der Neugestaltung im Jahr 2015 haben Besucher die Möglichkeit, sich über verschiedene Artenschutzprojekte zu informieren. Eine Dauerausstellung, wechselnde Sonderausstellungen und Vorträge vermitteln die Bedeutung der Biologischen Vielfalt und die Rolle von Zoos im internationalen Artenschutz.

## Fördereinrichtungen und Ehrenamtliche Mitarbeiter
Unterstützt wird der Tierpark Hellabrunn sowohl von der Stadt München als auch von einer breiten Basis von Sponsoren, Förderern, Spendern und Tierpaten. Der Förderkreis des Tierparks wurde 1973 auf Initiative des damaligen Aufsichtsratsvorsitzenden Georg Kronawitter gegründet. Von 1993 bis zum Ende des Jahres 2011 wurde der Tierpark darüber hinaus von dem Verein „Tierparkfreunde Hellabrunn e. V.“ unterstützt. 2011 kündigte der Tierpark den Kooperationsvertrag mit ihm, und nach der Liquidation ist der Verein seit April 2013 aufgelöst. Bei der Stadtsparkasse München wurde im Oktober 2015 ein Stiftungsfonds mit dem Ziel eingerichtet, Erhaltung und Ausbau der Tieranlagen zu unterstützen.
Über 80 ehrenamtliche Artenschutzbotschafter engagieren sich für den Tierpark. Sie betreuen Info-Mobile zu den Themen Biodiversität, Regenwald und Polarwelt. Hier informieren sie die Besucher über bedrohte Lebensräume und erläutern im gemeinsamen Gespräch, wie jeder Einzelne seinen kleinen Beitrag zum Erhalt der Biodiversität leisten kann. Die ehrenamtlichen Helfer unterstützen außerdem die Organisation des jährlichen Vortragsprogrammes im Hellabrunner Artenschutzzentrum. Hinzu kommen Dienste im Bauerngarten des Mühlendorfes oder die Aufsicht im Streichelgehege.

## Besucherangebote

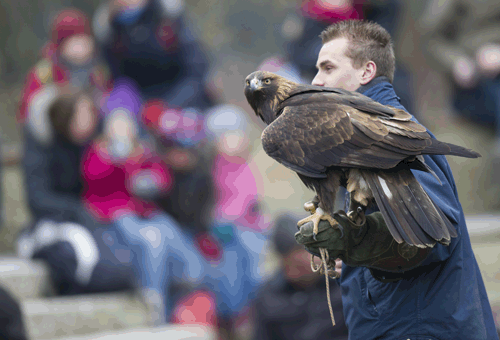
Greifvogel-Show

Neben zahlreichen kommentierten Fütterungen und Tiertrainings, wie zum Beispiel bei den Greifvögeln oder Elefanten, ist der Tierpark Hellabrunn auch Kulisse für verschiedene Sonderveranstaltungen und Ausstellungen. Des Weiteren gibt es Führungen, Kindergeburtstage und das „Rendezvous beim Lieblingstier“. Speziell für Schulklassen sind diverse Angebote der Tierparkschule konzipiert, bei denen der Tierpark gemeinsam mit den Schulen individuelle Unterrichtseinheiten erarbeitet und im Tierpark durchführt.

## Technischer Bereich
Zur Reduktion des eigenen CO2-Ausstoßes hat der Tierpark Hellabrunn gemeinsam mit den Stadtwerken München im Jahr 2006 eine eigene Biogasanlage in Betrieb genommen. Der Betrieb erfolgte mit den Bioabfällen des Tierparks; der in der Biogasanlage gewonnene Strom wurde in das Stromnetz der Stadt München eingespeist, die bei den Umwandlungsprozessen gewonnene Wärme wiederum der Wärmeversorgung des Tierparks zugeführt. Nach neun Jahren Betrieb wurde die Anlage wegen der zu hohen Kosten einer notwendigen Erneuerung im Januar 2016 stillgelegt. Die energiewirtschaftliche Zusammenarbeit zwischen den Stadtwerken und dem Tierpark soll aber weiterhin bestehen.
2015 wurde der Wirtschaftshof erneuert, welcher weitere Büros für die zoologische Abteilung zur Verfügung stellt, auch der Futterwirtschaftsbereich bekam dadurch eine Möglichkeit für eine zentrale Futtervergabe. 2017 wurde eine neue Lagerhalle erbaut, um den Lagerbedarf an Heu, Stroh, Transportkisten und diversen Baumaterialien abdecken zu können. Während der anstehenden Baumaßnahmen wird nach und nach die gesamte Kanalisation unter dem Tierpark saniert.
Durch einen Wärmeverbund können alle größeren Häuser entlang der Siebenbrunnerstraße bis zur Dschungelwelt über eine interne Fernwärmeleitung versorgt werden.

## Werbegraphik
Der Tierpark Hellabrunn ist bekannt für sein graphisches Werbewerk. Zu den bekanntesten Plakatkünstlern gehören unter anderem:
- Ludwig Hohlwein,
- Siegmund von Suchodolski,
- Otto Obermeier,
- Franziska Bilek,
- Günter Mattei;

## Denkmalschutz

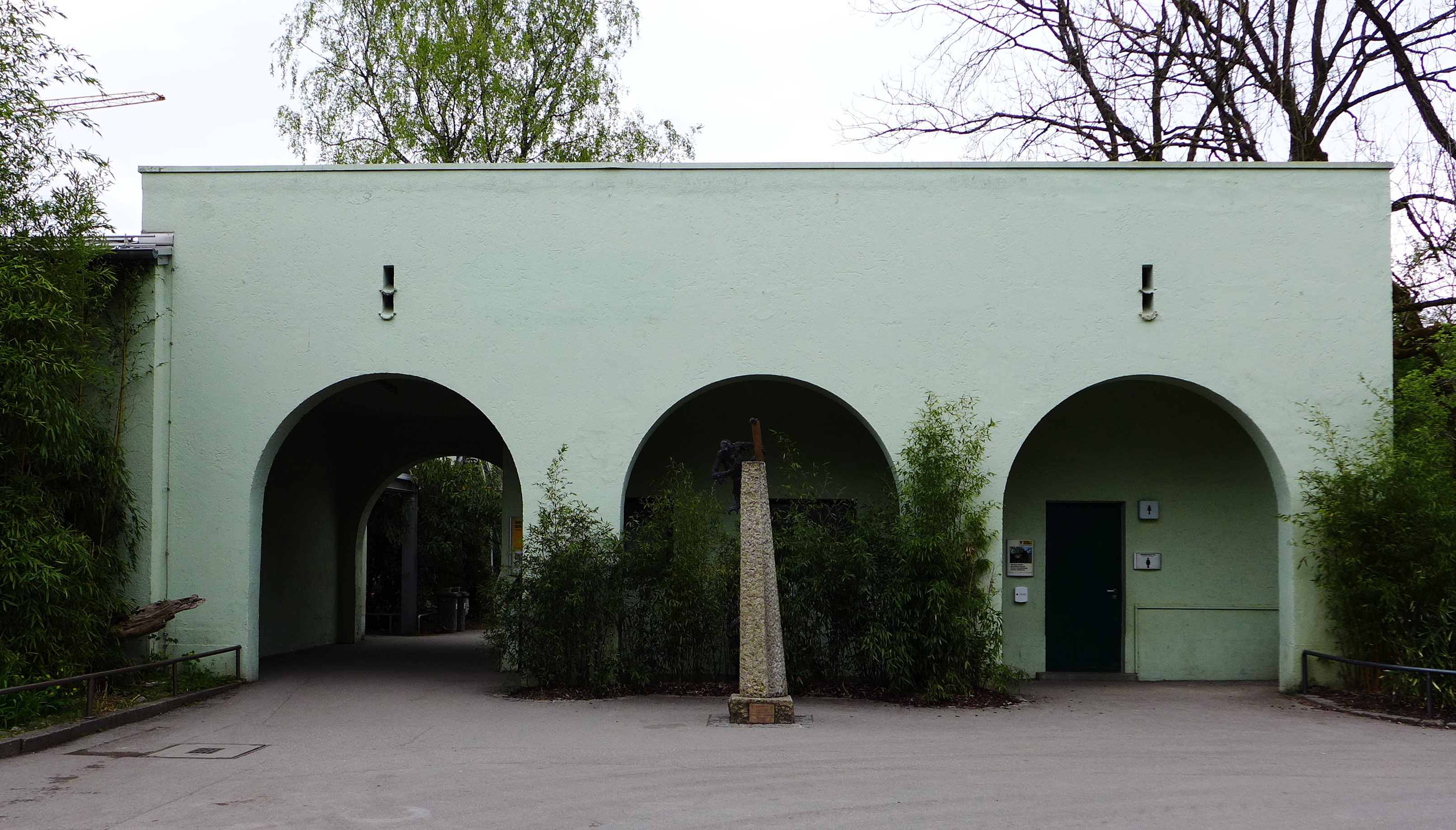
Aquarium und Menschenaffenstation

Der gesamte Tierpark Hellabrunn steht als Landschaftsanlage mit ihren Wasserläufen und ihrer Wegeführung unter Denkmalschutz. Als Einzelobjekte besonders hervorgehoben sind dabei:
- das Elefantenhaus von Emanuel von Seidl, 1911, mit der erneuerten Kuppel,
- Aquarium und Menschenaffenstation von Max Koch, 1936–37
- zwei Kassenhäuschen
- zwei Vasen mit Putten
- sieben Brücken, um 1911
- Brückenfigur eines Pfaus von Willy Zügel, 1919
- Gedenkstein für Heinz Heck, nach 1982.